# Al Muteena
Al Muteena è un quartiere di Dubai.

## Geografia fisica
Al Muteena (in arabo المطينة‎?, al-Muṭīna) si trova nel settore orientale di Dubai nella zona di Deira (Dubai) e confina verso nord con Al Baraha, Al Muraqqabat a sud, Naif ad ovest e Hor Al Anz ad est.

Punti di riferimento importanti in Al Muteena sono: Sheraton Deira, Renaissance Hotel, Marco Polo Hotel e il Consolato del Bangladesh.